# Élections cantonales de 2011 dans l'Isère
Les élections cantonales ont eu lieu les 20 et 27 mars 2011.

## Contexte départemental

### Assemblée départementale sortante
Avant les élections, le conseil général de l'Isère est présidé par André Vallini (PS). Il comprend 58 conseillers généraux issus des 58 cantons de l'Isère ; 29 d'entre eux sont renouvelables lors de ces élections. 
| Parti                             | Sigle | Élus | Groupe politique                |
| --------------------------------- | ----- | ---- | ------------------------------- |
| Majorité (37 sièges)              |       |      |                                 |
| Parti socialiste                  | PS    | 24   | Socialiste et apparentés        |
| Divers gauche                     | DVG   | 3    | Socialiste et apparentés        |
| Parti communiste français         | PCF   | 6    | Communiste et gauche partenaire |
| Divers gauche                     | DVG   | 1    | Communiste et gauche partenaire |
| Europe Écologie Les Verts         | EELV  | 3    | Verts                           |
| Opposition (21 sièges)            |       |      |                                 |
| Union pour un mouvement populaire | UMP   | 13   | Ensemble pour l'Isère           |
| Divers droite                     | DVD   | 4    | Ensemble pour l'Isère           |
| Divers droite                     | DVD   | 4    | Non-inscrit                     |
| Président du conseil général      |       |      |                                 |
| André Vallini (PS)                |       |      |                                 |

## Résultats à l'échelle du département

### Résultats en voix
|                | PS          | 36 938 | 24,32  |  |  |  |  |  |
|                | FN          | 29 164 | 19,21  |  |  |  |  |  |
|                | UMP         | 25 311 | 16,67  |  |  |  |  |  |
|                | EÉLV        | 20 529 | 13,52  |  |  |  |  |  |
|                | PCF         | 13 208 | 8,70   |  |  |  |  |  |
|                | DVG         | 9 199  | 6,06   |  |  |  |  |  |
|                | DVD         | 8 602  | 5,66   |  |  |  |  |  |
|                | SE          | 6 146  | 4,05   |  |  |  |  |  |
|                | PG          | 1 132  | 0,75   |  |  |  |  |  |
|                | MoDem       | 1 113  | 0,73   |  |  |  |  |  |
|                | M-NC        | 266    | 0,18   |  |  |  |  |  |
|                | EXG         | 178    | 0,12   |  |  |  |  |  |
|                | ECO         | 67     | 0,04   |  |  |  |  |  |
|                |             |        |        |  |  |  |  |  |
| Inscrits       | Inscrits    |        | 100,00 |  |  |  |  |  |
| Abstentions    | Abstentions |        | 58,34  |  |  |  |  |  |
| Votants        | Votants     |        | 41,66  |  |  |  |  |  |
| Blancs et nuls |             |        |        |  |  |  |  |  |
| Exprimés       |             |        |        |  |  |  |  |  |

### Résultats en nombre de sièges
| Parti | Sièges mis en jeu | Élus | Évolution |
| ----- | ----------------- | ---- | --------- |
| PS    | 11                | 13   | + 2       |
| UMP   | 7                 | 4    | - 3       |
| DVG   | 4                 | 3    | - 1       |
| PCF   | 3                 | 3    | =         |
| DVD   | 3                 | 4    | + 1       |
| EÉLV  | 1                 | 1    | =         |
| SE    | 0                 | 1    | + 1       |

### Assemblée départementale à l'issue des élections
| Parti                             | Sigle | Élus | Groupe politique                |
| --------------------------------- | ----- | ---- | ------------------------------- |
| Majorité (38 sièges)              |       |      |                                 |
| Parti socialiste                  | PS    | 26   | Socialiste et apparentés        |
| Divers gauche                     | DVG   | 3    | Socialiste et apparentés        |
| Parti communiste français         | PCF   | 6    | Communiste et gauche partenaire |
| Divers gauche                     | DVG   | 1    | Communiste et gauche partenaire |
| Europe Écologie Les Verts         | EELV  | 2    | Verts                           |
| Opposition (20 sièges)            |       |      |                                 |
| Union pour un mouvement populaire | UMP   | 11   | UMP - Ensemble pour l'Isère     |
| Divers droite                     | DVD   | 5    | UMP - Ensemble pour l'Isère     |
| Divers droite                     | DVD   | 4    | Non-inscrits                    |
| Président du conseil général      |       |      |                                 |
| André Vallini (PS)                |       |      |                                 |

## Résultats par canton

### Canton du Bourg-d'Oisans
| Candidats      | Candidats          | Étiquette      | Premier tour | Premier tour | Second tour | Second tour |
| Candidats      | Candidats          | Étiquette      | Voix         | %            | Voix        | %           |
| -------------- | ------------------ | -------------- | ------------ | ------------ | ----------- | ----------- |
|                | Christian Pichoud* | DVG            | 1 709        | 49,05        | 2 582       | 74,95       |
|                | François Hinojo    | FN             | 562          | 16,13        | 863         | 25,05       |
|                | Maroussia Perez    | UMP            | 554          | 15,90        |             |             |
|                | Guillaume Douady   | EÉLV           | 358          | 10,28        |             |             |
|                | Michelle Pelletier | FG (PCF)       | 301          | 8,64         |             |             |
|                |                    |                |              |              |             |             |
| Inscrits       | Inscrits           | Inscrits       | 9 342        | 100,00       | 9 342       | 100,00      |
| Abstentions    | Abstentions        | Abstentions    | 5 760        | 61,66        | 5 631       | 60,28       |
| Votants        | Votants            | Votants        | 3 582        | 38,34        | 3 711       | 39,72       |
| Blancs et nuls | Blancs et nuls     | Blancs et nuls | 98           | 2,74         | 266         | 7,17        |
| Exprimés       | Exprimés           | Exprimés       | 3 484        | 97,26        | 3 445       | 92,83       |

*sortant

### Canton de Bourgoin-Jallieu-Sud
| Candidats      | Candidats                 | Étiquette      | Premier tour | Premier tour | Second tour | Second tour |
| Candidats      | Candidats                 | Étiquette      | Voix         | %            | Voix        | %           |
| -------------- | ------------------------- | -------------- | ------------ | ------------ | ----------- | ----------- |
|                | Alain Cottalorda*         | PS             | 1 525        | 25,09        | 3 705       | 60,92       |
|                | Maurice Faurobert         | FN             | 1 422        | 23,39        | 2 377       | 39,08       |
|                | Maurice Millefert         | UMP            | 1 388        | 22,83        |             |             |
|                | Michel Rival              | FG (PCF)       | 944          | 15,53        |             |             |
|                | Patricia André Constantin | EÉLV           | 800          | 13,16        |             |             |
|                |                           |                |              |              |             |             |
| Inscrits       | Inscrits                  | Inscrits       | 16 231       | 100,00       | 16 232      | 100,00      |
| Abstentions    | Abstentions               | Abstentions    | 10 038       | 61,84        | 9 444       | 58,18       |
| Votants        | Votants                   | Votants        | 6 193        | 38,16        | 6 788       | 41,82       |
| Blancs et nuls | Blancs et nuls            | Blancs et nuls | 114          | 1,84         | 706         | 10,40       |
| Exprimés       | Exprimés                  | Exprimés       | 6 079        | 98,16        | 6 082       | 89,60       |

*sortant

### Canton de Clelles
| Candidats      | Candidats      | Étiquette      | Premier tour | Premier tour | Second tour | Second tour |
| Candidats      | Candidats      | Étiquette      | Voix         | %            | Voix        | %           |
| -------------- | -------------- | -------------- | ------------ | ------------ | ----------- | ----------- |
|                | Pierre Gimel*  | UMP            | 528          | 47,44        | 691         | 56,45       |
|                | Robert Cuchet  | PS             | 352          | 31,63        | 533         | 43,55       |
|                | Daniel Bret    | EÉLV           | 134          | 12,04        |             |             |
|                | Irène Thomas   | FN             | 99           | 8,89         |             |             |
|                |                |                |              |              |             |             |
| Inscrits       | Inscrits       | Inscrits       | 1 758        | 100,00       | 1 755       | 100,00      |
| Abstentions    | Abstentions    | Abstentions    | 626          | 35,61        | 495         | 28,21       |
| Votants        | Votants        | Votants        | 1 132        | 64,39        | 1 260       | 71,79       |
| Blancs et nuls | Blancs et nuls | Blancs et nuls | 19           | 1,68         | 36          | 2,86        |
| Exprimés       | Exprimés       | Exprimés       | 1 113        | 98,32        | 1 224       | 97,14       |

*sortant

### Canton de Corps
| Candidats      | Candidats              | Étiquette      | Premier tour | Premier tour | Second tour | Second tour |
| Candidats      | Candidats              | Étiquette      | Voix         | %            | Voix        | %           |
| -------------- | ---------------------- | -------------- | ------------ | ------------ | ----------- | ----------- |
|                | Fabien Mulyk           | DVD            | 634          | 49,61        | 719         | 50,28       |
|                | Marie-Noëlle Battistel | PS             | 571          | 44,68        | 711         | 49,72       |
|                | Anne-Laure Briaudet    | EÉLV           | 73           | 5,71         |             |             |
|                |                        |                |              |              |             |             |
| Inscrits       | Inscrits               | Inscrits       | 1 927        | 100,00       | 1 927       | 100,00      |
| Abstentions    | Abstentions            | Abstentions    | 628          | 32,59        | 471         | 24,44       |
| Votants        | Votants                | Votants        | 1 299        | 67,41        | 1 456       | 75,56       |
| Blancs et nuls | Blancs et nuls         | Blancs et nuls | 21           | 1,62         | 26          | 1,79        |
| Exprimés       | Exprimés               | Exprimés       | 1 278        | 98,38        | 1 430       | 98,21       |

### Canton de Crémieu
| Candidats      | Candidats             | Étiquette      | Premier tour | Premier tour | Second tour | Second tour |
| Candidats      | Candidats             | Étiquette      | Voix         | %            | Voix        | %           |
| -------------- | --------------------- | -------------- | ------------ | ------------ | ----------- | ----------- |
|                | Alain Moyne-Bressand* | UMP            | 2 762        | 31,25        | 5 151       | 64,00       |
|                | Bernard Ferriere      | FN             | 2 174        | 24,60        | 2 898       | 36,00       |
|                | Philippe Reynaud      | PS             | 1 914        | 21,65        |             |             |
|                | Claude Cassé          | EÉLV           | 1 108        | 12,54        |             |             |
|                | Philippe Pernet       | DVD            | 697          | 7,89         |             |             |
|                | Eric Glaume           | MRC            | 184          | 2,08         |             |             |
|                |                       |                |              |              |             |             |
| Inscrits       | Inscrits              | Inscrits       | 21 438       | 100,00       | 21 435      | 100,00      |
| Abstentions    | Abstentions           | Abstentions    | 12 483       | 58,23        | 12 387      | 57,79       |
| Votants        | Votants               | Votants        | 8 955        | 41,77        | 9 048       | 42,21       |
| Blancs et nuls | Blancs et nuls        | Blancs et nuls | 116          | 1,30         | 999         | 11,04       |
| Exprimés       | Exprimés              | Exprimés       | 8 839        | 98,70        | 8 049       | 88,96       |

*sortant

### Canton d'Échirolles-Est
| Candidats      | Candidats            | Étiquette      | Premier tour | Premier tour | Second tour | Second tour |
| Candidats      | Candidats            | Étiquette      | Voix         | %            | Voix        | %           |
| -------------- | -------------------- | -------------- | ------------ | ------------ | ----------- | ----------- |
|                | Sylvette Rochas      | FG (PCF)       | 906          | 31,06        | 2 163       | 69,17       |
|                | Mireille d'Ornano    | FN             | 691          | 23,69        | 964         | 30,83       |
|                | Emmanuel Chumiatcher | PS             | 494          | 16,94        |             |             |
|                | Monique Lezziero     | EÉLV           | 445          | 15,26        |             |             |
|                | Magalie Vicente      | UMP            | 290          | 9,94         |             |             |
|                | Thierry Labelle      | MoDem          | 91           | 3,12         |             |             |
|                |                      |                |              |              |             |             |
| Inscrits       | Inscrits             | Inscrits       | 8 129        | 100,00       | 8 132       | 100,00      |
| Abstentions    | Abstentions          | Abstentions    | 5 177        | 63,69        | 4 825       | 59,33       |
| Votants        | Votants              | Votants        | 2 952        | 36,31        | 3 307       | 40,67       |
| Blancs et nuls | Blancs et nuls       | Blancs et nuls | 35           | 1,19         | 180         | 5,44        |
| Exprimés       | Exprimés             | Exprimés       | 2 917        | 98,81        | 3 127       | 94,56       |

### Canton de Fontaine-Sassenage
| Candidats      | Candidats                  | Étiquette      | Premier tour | Premier tour | Second tour | Second tour |
| Candidats      | Candidats                  | Étiquette      | Voix         | %            | Voix        | %           |
| -------------- | -------------------------- | -------------- | ------------ | ------------ | ----------- | ----------- |
|                | Yannick Belle*             | PS             | 2 444        | 36,27        | 5 095       | 69,48       |
|                | Marie de Kervereguin       | FN             | 1 465        | 21,74        | 2 238       | 30,52       |
|                | Denis Roux                 | DVD            | 1 292        | 19,17        |             |             |
|                | Caroline Handtschoewercker | EÉLV           | 838          | 12,44        |             |             |
|                | Jean-Paul Trovero          | FG (PCF)       | 699          | 10,37        |             |             |
|                |                            |                |              |              |             |             |
| Inscrits       | Inscrits                   | Inscrits       | 18 174       | 100,00       | 18 161      | 100,00      |
| Abstentions    | Abstentions                | Abstentions    | 11 332       | 62,35        | 10 496      | 57,79       |
| Votants        | Votants                    | Votants        | 6 842        | 37,65        | 7 665       | 42,21       |
| Blancs et nuls | Blancs et nuls             | Blancs et nuls | 104          | 1,52         | 332         | 4,33        |
| Exprimés       | Exprimés                   | Exprimés       | 6 738        | 98,48        | 7 333       | 95,67       |

*sortant

### Canton du Grand-Lemps
| Candidats      | Candidats         | Étiquette      | Premier tour | Premier tour | Second tour | Second tour |
| Candidats      | Candidats         | Étiquette      | Voix         | %            | Voix        | %           |
| -------------- | ----------------- | -------------- | ------------ | ------------ | ----------- | ----------- |
|                | Didier Rambaud*   | PS             | 2 568        | 51,51        | 3 227       | 72,81       |
|                | Nicole Suchel     | UMP            | 886          | 17,77        | 1 205       | 27,19       |
|                | Robert Arlaud     | FN             | 876          | 17,57        |             |             |
|                | Sébastien Lecoeur | EÉLV           | 353          | 7,08         |             |             |
|                | Claude Ravel      | FG (PCF)       | 231          | 4,63         |             |             |
|                | Claude Ageron     | POI            | 71           | 1,42         |             |             |
|                |                   |                |              |              |             |             |
| Inscrits       | Inscrits          | Inscrits       | 10 788       | 100,00       | 10 768      | 100,00      |
| Abstentions    | Abstentions       | Abstentions    | 5 726        | 53,08        | 6 111       | 56,75       |
| Votants        | Votants           | Votants        | 5 062        | 46,92        | 4 657       | 43,25       |
| Blancs et nuls | Blancs et nuls    | Blancs et nuls | 77           | 1,52         | 225         | 4,83        |
| Exprimés       | Exprimés          | Exprimés       | 4 985        | 98,48        | 4 432       | 95,17       |

*sortant

### Canton de Grenoble-1
| Candidats      | Candidats             | Étiquette      | Premier tour | Premier tour | Second tour | Second tour |
| Candidats      | Candidats             | Étiquette      | Voix         | %            | Voix        | %           |
| -------------- | --------------------- | -------------- | ------------ | ------------ | ----------- | ----------- |
|                | Olivier Bertrand*     | EÉLV           | 1 725        | 29,66        | 2 701       | 54,32       |
|                | Céline Deslattes      | PS             | 1 587        | 27,29        | 2 271       | 45,68       |
|                | Hervé Storny          | UMP            | 856          | 14,72        |             |             |
|                | Olivier Amos          | FN             | 814          | 14,00        |             |             |
|                | Laurence Jay-Allemand | FG (PCF)       | 377          | 6,48         |             |             |
|                | Jean-Charles Simiand  | PRV            | 266          | 4,57         |             |             |
|                | Béatrice Doutriaux    | MoDem          | 146          | 2,51         |             |             |
|                | Maurice Colliat       | POI            | 44           | 0,76         |             |             |
|                |                       |                |              |              |             |             |
| Inscrits       | Inscrits              | Inscrits       | 16 855       | 100,00       | 16 855      | 100,00      |
| Abstentions    | Abstentions           | Abstentions    | 10 969       | 65,08        | 11 274      | 66,89       |
| Votants        | Votants               | Votants        | 5 886        | 34,92        | 5 581       | 33,11       |
| Blancs et nuls | Blancs et nuls        | Blancs et nuls | 71           | 1,21         | 609         | 10,91       |
| Exprimés       | Exprimés              | Exprimés       | 5 815        | 98,79        | 4 972       | 89,09       |

*sortant

### Canton de Grenoble-3
| Candidats      | Candidats          | Étiquette      | Premier tour | Premier tour | Second tour | Second tour |
| Candidats      | Candidats          | Étiquette      | Voix         | %            | Voix        | %           |
| -------------- | ------------------ | -------------- | ------------ | ------------ | ----------- | ----------- |
|                | Denis Pinot*       | PS             | 1 353        | 28,38        | 2 076       | 52,81       |
|                | Hakim Sabri        | EÉLV           | 942          | 19,76        | 1 855       | 47,19       |
|                | Anne-Laure Grasset | FN             | 907          | 19,03        |             |             |
|                | Sadok Bouzaïene    | PG             | 572          | 12,00        |             |             |
|                | André Xibéras      | UMP            | 551          | 11,56        |             |             |
|                | Patrice Voir       | PCF            | 264          | 5,54         |             |             |
|                | Abdelkader Benyoub | SE             | 144          | 3,02         |             |             |
|                | Eric Esnault       | POI            | 34           | 0,71         |             |             |
|                |                    |                |              |              |             |             |
| Inscrits       | Inscrits           | Inscrits       | 13 251       | 100,00       | 13 251      | 100,00      |
| Abstentions    | Abstentions        | Abstentions    | 8 418        | 63,53        | 8 830       | 66,64       |
| Votants        | Votants            | Votants        | 4 833        | 36,47        | 4 421       | 33,36       |
| Blancs et nuls | Blancs et nuls     | Blancs et nuls | 66           | 1,37         | 490         | 11,08       |
| Exprimés       | Exprimés           | Exprimés       | 4 767        | 98,63        | 3 931       | 88,92       |

*sortant

### Canton de Grenoble-6
| Candidats      | Candidats         | Étiquette      | Premier tour | Premier tour | Second tour | Second tour |
| Candidats      | Candidats         | Étiquette      | Voix         | %            | Voix        | %           |
| -------------- | ----------------- | -------------- | ------------ | ------------ | ----------- | ----------- |
|                | Gisèle Perez*     | PS             | 1 008        | 30,82        | 2 649       | 75,73       |
|                | Alexandre Gabriac | FN             | 664          | 20,30        | 849         | 24,27       |
|                | Christine Garnier | EÉLV           | 634          | 19,38        |             |             |
|                | Abdelaziz Serrag  | UMP            | 393          | 12,01        |             |             |
|                | Romain Bonnefous  | FG (PCF)       | 223          | 6,82         |             |             |
|                | Paul Bron         | DVG            | 208          | 6,36         |             |             |
|                | Jamal Zaimia      | MRC            | 75           | 2,29         |             |             |
|                | Djemal Boudam     | SE             | 37           | 1,13         |             |             |
|                | Geoffrey Excoffon | POI            | 29           | 0,89         |             |             |
|                |                   |                |              |              |             |             |
| Inscrits       | Inscrits          | Inscrits       | 11 407       | 100,00       | 11 407      | 100,00      |
| Abstentions    | Abstentions       | Abstentions    | 8 050        | 70,57        | 7 662       | 67,17       |
| Votants        | Votants           | Votants        | 3 357        | 29,43        | 3 745       | 32,83       |
| Blancs et nuls | Blancs et nuls    | Blancs et nuls | 86           | 2,56         | 247         | 6,60        |
| Exprimés       | Exprimés          | Exprimés       | 3 271        | 97,44        | 3 498       | 93,40       |

*sortant

### Canton d'Heyrieux
| Candidats      | Candidats          | Étiquette      | Premier tour | Premier tour | Second tour | Second tour |
| Candidats      | Candidats          | Étiquette      | Voix         | %            | Voix        | %           |
| -------------- | ------------------ | -------------- | ------------ | ------------ | ----------- | ----------- |
|                | Thierry Auboyer    | PS             | 1 284        | 21,22        | 3 638       | 60,36       |
|                | Jean-Paul Moussier | FN             | 1 214        | 20,07        | 2 389       | 39,64       |
|                | Christian Rey      | DVG            | 1 102        | 18,21        |             |             |
|                | Daniel Angonin     | SE             | 1 047        | 17,31        |             |             |
|                | Michel Nivon       | UMP            | 656          | 10,84        |             |             |
|                | Maryse Oudjaoudi   | EÉLV           | 393          | 6,50         |             |             |
|                | Philippe Portal    | SE             | 196          | 3,24         |             |             |
|                | Renée Celard       | FG (PCF)       | 158          | 2,61         |             |             |
|                |                    |                |              |              |             |             |
| Inscrits       | Inscrits           | Inscrits       | 14 960       | 100,00       | 14 960      | 100,00      |
| Abstentions    | Abstentions        | Abstentions    | 8 802        | 58,84        | 8 380       | 56,02       |
| Votants        | Votants            | Votants        | 6 158        | 41,16        | 6 580       | 43,98       |
| Blancs et nuls | Blancs et nuls     | Blancs et nuls | 108          | 1,75         | 553         | 8,40        |
| Exprimés       | Exprimés           | Exprimés       | 6 050        | 98,25        | 6 027       | 91,60       |

### Canton de La Mure
| Candidats      | Candidats             | Étiquette      | Premier tour | Premier tour | Second tour | Second tour |
| Candidats      | Candidats             | Étiquette      | Voix         | %            | Voix        | %           |
| -------------- | --------------------- | -------------- | ------------ | ------------ | ----------- | ----------- |
|                | Charles Galvin*       | PS             | 1 948        | 40,38        | 2 955       | 65,93       |
|                | Michel Bonniol        | UMP            | 1 179        | 24,44        | 1 527       | 34,07       |
|                | Pierre Teste          | FN             | 764          | 15,84        |             |             |
|                | Thomas Capron         | EÉLV           | 620          | 12,85        |             |             |
|                | Marie-Madeleine Rajau | FG (PCF)       | 313          | 6,49         |             |             |
|                |                       |                |              |              |             |             |
| Inscrits       | Inscrits              | Inscrits       | 10 638       | 100,00       | 10 616      | 100,00      |
| Abstentions    | Abstentions           | Abstentions    | 5 722        | 53,79        | 5 835       | 54,96       |
| Votants        | Votants               | Votants        | 4 916        | 46,21        | 4 781       | 45,04       |
| Blancs et nuls | Blancs et nuls        | Blancs et nuls | 92           | 1,87         | 299         | 6,25        |
| Exprimés       | Exprimés              | Exprimés       | 4 824        | 98,13        | 4 482       | 93,75       |

*sortant

### Canton de La Verpillière
| Candidats      | Candidats                  | Étiquette      | Premier tour | Premier tour | Second tour | Second tour |
| Candidats      | Candidats                  | Étiquette      | Voix         | %            | Voix        | %           |
| -------------- | -------------------------- | -------------- | ------------ | ------------ | ----------- | ----------- |
|                | Denis Vernay*              | DVG            | 1 296        | 27,05        | 3 110       | 61,85       |
|                | Franck Sinisi              | FN             | 1 277        | 26,65        | 1 918       | 38,15       |
|                | Damien Michallet           | UMP            | 855          | 17,84        |             |             |
|                | Patrick Margier            | SE             | 637          | 13,29        |             |             |
|                | Béatrice Muntlak           | EÉLV           | 448          | 9,35         |             |             |
|                | Odile Bedeau de l’Ecochère | FG (PCF)       | 279          | 5,82         |             |             |
|                |                            |                |              |              |             |             |
| Inscrits       | Inscrits                   | Inscrits       | 12 010       | 100,00       | 11 976      | 100,00      |
| Abstentions    | Abstentions                | Abstentions    | 7 125        | 59,33        | 6 585       | 54,98       |
| Votants        | Votants                    | Votants        | 4 885        | 40,67        | 5 391       | 45,02       |
| Blancs et nuls | Blancs et nuls             | Blancs et nuls | 93           | 1,90         | 363         | 6,73        |
| Exprimés       | Exprimés                   | Exprimés       | 4 792        | 98,10        | 5 028       | 93,27       |

*sortant

### Canton de Mens
| Candidats      | Candidats          | Étiquette      | Premier tour | Premier tour |
| Candidats      | Candidats          | Étiquette      | Voix         | %            |
| -------------- | ------------------ | -------------- | ------------ | ------------ |
|                | Annette Pellegrin* | PS             | 879          | 50,09        |
|                | Myriam Capelli     | DVD            | 468          | 26,67        |
|                | Philippe Perain    | EÉLV           | 211          | 12,02        |
|                | Daniel Lefetz      | FN             | 130          | 7,41         |
|                | Olivier Dodinot    | Cap21          | 67           | 3,82         |
|                |                    |                |              |              |
| Inscrits       | Inscrits           | Inscrits       | 2 775        | 100,00       |
| Abstentions    | Abstentions        | Abstentions    | 1 003        | 36,14        |
| Votants        | Votants            | Votants        | 1 772        | 63,86        |
| Blancs et nuls | Blancs et nuls     | Blancs et nuls | 17           | 0,96         |
| Exprimés       | Exprimés           | Exprimés       | 1 755        | 99,04        |

*sortante

### Canton de Monestier-de-Clermont
| Candidats      | Candidats          | Étiquette      | Premier tour | Premier tour |
| Candidats      | Candidats          | Étiquette      | Voix         | %            |
| -------------- | ------------------ | -------------- | ------------ | ------------ |
|                | Frédérique Puissat | DVD            | 1 158        | 52,76        |
|                | Sylvain Laval      | PS             | 358          | 16,31        |
|                | Benoît Gonsolin    | EÉLV           | 353          | 16,08        |
|                | Sylviane Faurobert | FN             | 193          | 8,79         |
|                | Alain Pernet       | FG (PCF)       | 133          | 6,06         |
|                |                    |                |              |              |
| Inscrits       | Inscrits           | Inscrits       | 3 632        | 100,00       |
| Abstentions    | Abstentions        | Abstentions    | 1 403        | 38,63        |
| Votants        | Votants            | Votants        | 2 229        | 61,37        |
| Blancs et nuls | Blancs et nuls     | Blancs et nuls | 34           | 1,53         |
| Exprimés       | Exprimés           | Exprimés       | 2 195        | 98,47        |

### Canton de Morestel
| Candidats      | Candidats         | Étiquette      | Premier tour | Premier tour | Second tour | Second tour |
| Candidats      | Candidats         | Étiquette      | Voix         | %            | Voix        | %           |
| -------------- | ----------------- | -------------- | ------------ | ------------ | ----------- | ----------- |
|                | Christian Rival*  | UMP            | 2 592        | 34,29        | 4 585       | 64,30       |
|                | Claude Valentini  | FN             | 1 981        | 26,20        | 2 546       | 35,70       |
|                | Gérald Reveyrand  | PS             | 1 799        | 23,80        |             |             |
|                | Faïcel Bourennane | EÉLV           | 673          | 8,90         |             |             |
|                | Emmanuel Chaumery | FG (PG)        | 375          | 4,96         |             |             |
|                | Edmond Damais     | DLR            | 140          | 1,85         |             |             |
|                |                   |                |              |              |             |             |
| Inscrits       | Inscrits          | Inscrits       | 19 236       | 100,00       | 19 234      | 100,00      |
| Abstentions    | Abstentions       | Abstentions    | 11 552       | 60,05        | 11 280      | 58,65       |
| Votants        | Votants           | Votants        | 7 684        | 39,95        | 7 954       | 41,35       |
| Blancs et nuls | Blancs et nuls    | Blancs et nuls | 124          | 1,61         | 823         | 10,35       |
| Exprimés       | Exprimés          | Exprimés       | 7 560        | 98,39        | 7 131       | 89,65       |

*sortant

### Canton de Roussillon
| Candidats      | Candidats             | Étiquette      | Premier tour | Premier tour | Second tour | Second tour |
| Candidats      | Candidats             | Étiquette      | Voix         | %            | Voix        | %           |
| -------------- | --------------------- | -------------- | ------------ | ------------ | ----------- | ----------- |
|                | Daniel Rigaud*        | FG (PCF)       | 5 346        | 41,17        | 8 198       | 61,73       |
|                | Marie-Hélène Pierobon | FN             | 3 532        | 27,20        | 5 083       | 38,27       |
|                | Marguerite Chevalier  | UMP            | 1 922        | 14,80        |             |             |
|                | Céline Pomier         | EÉLV           | 1 638        | 12,61        |             |             |
|                | Lydie Bayoud          | PRV            | 547          | 4,21         |             |             |
|                |                       |                |              |              |             |             |
| Inscrits       | Inscrits              | Inscrits       | 32 946       | 100,00       | 32 882      | 100,00      |
| Abstentions    | Abstentions           | Abstentions    | 19 728       | 59,88        | 18 714      | 56,91       |
| Votants        | Votants               | Votants        | 13 218       | 40,12        | 14 168      | 43,09       |
| Blancs et nuls | Blancs et nuls        | Blancs et nuls | 233          | 1,76         | 887         | 6,26        |
| Exprimés       | Exprimés              | Exprimés       | 12 985       | 98,24        | 13 281      | 93,74       |

*sortant

### Canton de Saint-Égrève
| Candidats      | Candidats         | Étiquette      | Premier tour | Premier tour | Second tour | Second tour |
| Candidats      | Candidats         | Étiquette      | Voix         | %            | Voix        | %           |
| -------------- | ----------------- | -------------- | ------------ | ------------ | ----------- | ----------- |
|                | Pierre Ribeaud*   | PS             | 2 512        | 35,61        | 3 480       | 59,36       |
|                | Mathilde Dubesset | EÉLV           | 1 397        | 19,80        | 2 383       | 40,64       |
|                | Charlotte Court   | FN             | 1 144        | 16,22        |             |             |
|                | Christian Bec     | UMP            | 1 012        | 14,35        |             |             |
|                | Frédéric Vergez   | MRC            | 624          | 8,85         |             |             |
|                | Mustapha Derrahi  | FG (PCF)       | 365          | 5,17         |             |             |
|                |                   |                |              |              |             |             |
| Inscrits       | Inscrits          | Inscrits       | 19 020       | 100,00       | 19 020      | 100,00      |
| Abstentions    | Abstentions       | Abstentions    | 11 845       | 62,28        | 12 345      | 64,91       |
| Votants        | Votants           | Votants        | 7 175        | 37,72        | 6 675       | 35,09       |
| Blancs et nuls | Blancs et nuls    | Blancs et nuls | 121          | 1,69         | 812         | 12,16       |
| Exprimés       | Exprimés          | Exprimés       | 7 054        | 98,31        | 5 863       | 87,84       |

*sortant

### Canton de Saint-Geoire-en-Valdaine
| Candidats      | Candidats        | Étiquette      | Premier tour | Premier tour | Second tour | Second tour |
| Candidats      | Candidats        | Étiquette      | Voix         | %            | Voix        | %           |
| -------------- | ---------------- | -------------- | ------------ | ------------ | ----------- | ----------- |
|                | André Gillet*    | DVD            | 1 307        | 44,34        | 1 757       | 62,33       |
|                | Annick Lehnebach | PS             | 568          | 19,27        | 1 062       | 37,67       |
|                | Maryse Mennecart | FN             | 562          | 19,06        |             |             |
|                | Karine Busch     | EÉLV           | 331          | 11,23        |             |             |
|                | Christophe Cunha | FG (PCF)       | 180          | 6,11         |             |             |
|                |                  |                |              |              |             |             |
| Inscrits       | Inscrits         | Inscrits       | 7 048        | 100,00       | 7 048       | 100,00      |
| Abstentions    | Abstentions      | Abstentions    | 4 053        | 57,51        | 4 084       | 57,95       |
| Votants        | Votants          | Votants        | 2 995        | 42,49        | 2 964       | 42,05       |
| Blancs et nuls | Blancs et nuls   | Blancs et nuls | 47           | 1,57         | 145         | 4,89        |
| Exprimés       | Exprimés         | Exprimés       | 2 948        | 98,43        | 2 819       | 95,11       |

*sortant

### Canton de Saint-Jean-de-Bournay
| Candidats      | Candidats             | Étiquette      | Premier tour | Premier tour |
| Candidats      | Candidats             | Étiquette      | Voix         | %            |
| -------------- | --------------------- | -------------- | ------------ | ------------ |
|                | Georges Colombier*    | UMP            | 3 032        | 52,80        |
|                | Jean-Pascal Vivian    | PS             | 1 402        | 24,42        |
|                | Gilles Brochier       | FN             | 656          | 11,42        |
|                | Myriam Laidouni-denis | EÉLV           | 445          | 7,75         |
|                | Marcel Berthier       | FG (PCF)       | 207          | 3,61         |
|                |                       |                |              |              |
| Inscrits       | Inscrits              | Inscrits       | 11 589       | 100,00       |
| Abstentions    | Abstentions           | Abstentions    | 5 747        | 49,59        |
| Votants        | Votants               | Votants        | 5 842        | 50,41        |
| Blancs et nuls | Blancs et nuls        | Blancs et nuls | 100          | 1,71         |
| Exprimés       | Exprimés              | Exprimés       | 5 742        | 98,29        |

*sortant

### Canton de Saint-Marcellin
| Candidats      | Candidats          | Étiquette      | Premier tour | Premier tour | Second tour | Second tour |
| Candidats      | Candidats          | Étiquette      | Voix         | %            | Voix        | %           |
| -------------- | ------------------ | -------------- | ------------ | ------------ | ----------- | ----------- |
|                | Jean-Michel Revol* | DVG            | 2 791        | 35,83        | 3 735       | 45,38       |
|                | André Roux         | SE             | 2 767        | 35,52        | 4 495       | 54,62       |
|                | Monique Planche    | FN             | 1 383        | 17,75        |             |             |
|                | Brigitte Briel     | EÉLV           | 849          | 10,90        |             |             |
|                |                    |                |              |              |             |             |
| Inscrits       | Inscrits           | Inscrits       | 16 382       | 100,00       | 16 383      | 100,00      |
| Abstentions    | Abstentions        | Abstentions    | 8 454        | 51,61        | 7 854       | 47,94       |
| Votants        | Votants            | Votants        | 7 928        | 48,39        | 8 529       | 52,06       |
| Blancs et nuls | Blancs et nuls     | Blancs et nuls | 138          | 1,74         | 299         | 3,51        |
| Exprimés       | Exprimés           | Exprimés       | 7 790        | 98,26        | 8 230       | 96,49       |

*sortant

### Canton de Saint-Martin-d'Hères-Nord
| Candidats      | Candidats        | Étiquette      | Premier tour | Premier tour | Second tour | Second tour |
| Candidats      | Candidats        | Étiquette      | Voix         | %            | Voix        | %           |
| -------------- | ---------------- | -------------- | ------------ | ------------ | ----------- | ----------- |
|                | René Proby*      | PCF            | 1 376        | 35,87        | 2 971       | 73,00       |
|                | Antonin Sabatier | FN             | 787          | 20,52        | 1 099       | 27,00       |
|                | Pascal Metton    | EÉLV           | 681          | 17,75        |             |             |
|                | Philippe Serre   | PS             | 483          | 12,85        |             |             |
|                | Asra Wassfi      | MoDem          | 314          | 8,19         |             |             |
|                | Thierry Semanaz  | PG             | 185          | 4,82         |             |             |
|                |                  |                |              |              |             |             |
| Inscrits       | Inscrits         | Inscrits       | 10 598       | 100,00       | 10 598      | 100,00      |
| Abstentions    | Abstentions      | Abstentions    | 6 661        | 62,85        | 6 236       | 58,84       |
| Votants        | Votants          | Votants        | 3 937        | 37,15        | 4 362       | 41,16       |
| Blancs et nuls | Blancs et nuls   | Blancs et nuls | 101          | 0,95         | 292         | 6,69        |
| Exprimés       | Exprimés         | Exprimés       | 3 836        | 36,20        | 4 070       | 93,31       |

*sortant

### Canton de Tullins
| Candidats      | Candidats          | Étiquette      | Premier tour | Premier tour |
| Candidats      | Candidats          | Étiquette      | Voix         | %            |
| -------------- | ------------------ | -------------- | ------------ | ------------ |
|                | André Vallini*     | PS             | 2 779        | 65,25        |
|                | Maxence Guillermaz | FN             | 706          | 16,58        |
|                | Aude Picard Wolff  | EÉLV           | 460          | 10,80        |
|                | Cédric Augier      | UMP            | 314          | 7,37         |
|                |                    |                |              |              |
| Inscrits       | Inscrits           | Inscrits       | 9 005        | 100,00       |
| Abstentions    | Abstentions        | Abstentions    | 4 666        | 51,82        |
| Votants        | Votants            | Votants        | 4 339        | 48,18        |
| Blancs et nuls | Blancs et nuls     | Blancs et nuls | 80           | 1,84         |
| Exprimés       | Exprimés           | Exprimés       | 4 259        | 98,16        |

*sortant

### Canton de Valbonnais
| Candidats      | Candidats      | Étiquette      | Premier tour | Premier tour |
| Candidats      | Candidats      | Étiquette      | Voix         | %            |
| -------------- | -------------- | -------------- | ------------ | ------------ |
|                | Alain Mistral* | PS             | 759          | 100,00       |
|                |                |                |              |              |
| Inscrits       | Inscrits       | Inscrits       | 1 908        | 100,00       |
| Abstentions    | Abstentions    | Abstentions    | 988          | 51,78        |
| Votants        | Votants        | Votants        | 920          | 48,22        |
| Blancs et nuls | Blancs et nuls | Blancs et nuls | 161          | 17,50        |
| Exprimés       | Exprimés       | Exprimés       | 759          | 82,50        |

*sortant

### Canton de Vienne-Sud
| Candidats      | Candidats          | Étiquette      | Premier tour | Premier tour | Second tour | Second tour |
| Candidats      | Candidats          | Étiquette      | Voix         | %            | Voix        | %           |
| -------------- | ------------------ | -------------- | ------------ | ------------ | ----------- | ----------- |
|                | Patrick Curtaud*   | UMP            | 2 583        | 27,93        | 4 530       | 49,37       |
|                | Jacques Thoizet    | PS             | 2 278        | 24,64        | 4 646       | 50,63       |
|                | Chantal Mezieres   | FN             | 2 182        | 23,60        |             |             |
|                | Bruno Cartier      | EÉLV           | 1 274        | 13,78        |             |             |
|                | Michèle Cedrin     | MoDem          | 562          | 6,08         |             |             |
|                | Jacques Dealbertis | FG (PCF)       | 368          | 3,98         |             |             |
|                |                    |                |              |              |             |             |
| Inscrits       | Inscrits           | Inscrits       | 21 822       | 100,00       | 21 822      | 100,00      |
| Abstentions    | Abstentions        | Abstentions    | 12 389       | 56,77        | 11 659      | 54,17       |
| Votants        | Votants            | Votants        | 9 433        | 43,23        | 9 863       | 45,83       |
| Blancs et nuls | Blancs et nuls     | Blancs et nuls | 186          | 1,97         | 687         | 6,97        |
| Exprimés       | Exprimés           | Exprimés       | 9 247        | 98,03        | 9 176       | 93,03       |

*sortant

### Canton de Villard-de-Lans
| Candidats      | Candidats        | Étiquette      | Premier tour | Premier tour | Second tour | Second tour |
| Candidats      | Candidats        | Étiquette      | Voix         | %            | Voix        | %           |
| -------------- | ---------------- | -------------- | ------------ | ------------ | ----------- | ----------- |
|                | Pierre Buisson*  | DVD            | 2 359        | 50,15        | 2 838       | 61,43       |
|                | François Nougier | EÉLV           | 1 035        | 22,00        | 1 782       | 38,57       |
|                | Gabriel Tatin    | PS             | 1 010        | 21,47        |             |             |
|                | Marcel Guibout   | FN             | 300          | 6,38         |             |             |
|                |                  |                |              |              |             |             |
| Inscrits       | Inscrits         | Inscrits       | 9 469        | 100,00       | 9 469       | 100,00      |
| Abstentions    | Abstentions      | Abstentions    | 4 713        | 49,77        | 4 713       | 49,77       |
| Votants        | Votants          | Votants        | 4 756        | 50,23        | 4 756       | 50,23       |
| Blancs et nuls | Blancs et nuls   | Blancs et nuls | 52           | 1,09         | 136         | 2,86        |
| Exprimés       | Exprimés         | Exprimés       | 4 704        | 98,91        | 4 620       | 97,14       |

*sortant

### Canton de Vinay
| Candidats      | Candidats         | Étiquette      | Premier tour | Premier tour | Second tour | Second tour |
| Candidats      | Candidats         | Étiquette      | Voix         | %            | Voix        | %           |
| -------------- | ----------------- | -------------- | ------------ | ------------ | ----------- | ----------- |
|                | Jean-Claude Coux* | DVG            | 1 210        | 36,70        | 1 770       | 52,27       |
|                | Laura Bonnefoy    | SE             | 1 138        | 34,52        | 1 616       | 47,73       |
|                | Michelle Bas      | FN             | 444          | 13,47        |             |             |
|                | Geneviève Cros    | EÉLV           | 325          | 9,86         |             |             |
|                | Eric Silvestrini  | SE             | 180          | 5,46         |             |             |
|                |                   |                |              |              |             |             |
| Inscrits       | Inscrits          | Inscrits       | 6 528        | 100,00       | 6 528       | 100,00      |
| Abstentions    | Abstentions       | Abstentions    | 3 161        | 48,42        | 2 928       | 44,85       |
| Votants        | Votants           | Votants        | 3 367        | 51,58        | 3 600       | 55,15       |
| Blancs et nuls | Blancs et nuls    | Blancs et nuls | 70           | 2,08         | 214         | 5,94        |
| Exprimés       | Exprimés          | Exprimés       | 3 297        | 97,92        | 3 386       | 94,06       |

*sortant

### Canton de Voiron
| Candidats      | Candidats               | Étiquette      | Premier tour | Premier tour | Second tour | Second tour |
| Candidats      | Candidats               | Étiquette      | Voix         | %            | Voix        | %           |
| -------------- | ----------------------- | -------------- | ------------ | ------------ | ----------- | ----------- |
|                | Jean-François Gaujour*  | PS             | 5 053        | 39,57        | 7 920       | 63,99       |
|                | André Gal               | UMP            | 2 958        | 23,16        | 4 457       | 36,01       |
|                | Jean-Pierre Broutschert | FN             | 2 235        | 17,50        |             |             |
|                | Éric Dedonder           | EÉLV           | 1 986        | 15,55        |             |             |
|                | Jérôme Marcuccini       | FG (PCF)       | 538          | 4,21         |             |             |
|                |                         |                |              |              |             |             |
| Inscrits       | Inscrits                | Inscrits       | 32 451       | 100,00       | 32 451      | 100,00      |
| Abstentions    | Abstentions             | Abstentions    | 19 404       | 59,79        | 19 247      | 59,31       |
| Votants        | Votants                 | Votants        | 13 047       | 40,21        | 13 204      | 40,69       |
| Blancs et nuls | Blancs et nuls          | Blancs et nuls | 277          | 2,12         | 827         | 6,26        |
| Exprimés       | Exprimés                | Exprimés       | 12 770       | 97,88        | 12 377      | 93,74       |

*sortant